# 周體觀
周體觀（？—？），字伯衡，順天府薊州遵化縣人，清朝政治人物。

## 生平
順治五年（1648年）戊子科順天鄉試舉人，六年（1649年）己丑科二甲第二十四名進士。選翰林院庶吉士，十年（1653年）授戶科右給事中，十二年（1655年）出為江南按察司副使、分巡池太，十五年（1658年）升江西布政使司參政、分巡南昌兵备道，致仕後寄居濬縣。

## 著作
著有《晴鶴堂集》、《南洲草》。